# 예천 보문사 석조아미타여래삼존좌상
예천 보문사 극락보전 아미타삼존상(醴泉 普門寺 極樂寶殿 阿彌陀三尊像)은 대한민국 경상북도 예천군 보문면 수계리, 보문사에 있는 조선시대의 불상이다. 2007년 4월 30일 경상북도의 문화재자료 제519호로 지정되었다.

## 지정 사유
극락보전에 안치된 아미타삼존상 가운데 본존불상은 사각형의 얼굴과 움츠린듯 한 어깨, 경직된 부피감, 두꺼운 통견을 하고 있는 등 조선 후기의 불상양식을 보이고 있다. 수인(手印)은 촉지항마인을 결하고 있으며 몸체에 비해 두상이 크고 당당한 체구로서 긴장된 느낌의 위엄을 갖추고 있다. 좌우협시보살상은 각각 관세음보살상과 대세지보살상으로 전체적인 양식은 본존상과 같다. 삼존상은 17세기 조선조 양식을 충실히 따르고 있는 점과 바닥 일부에 드러난 면으로 보아 불석제(佛石製) 불상임을 알 수 있다. 보존상태가 양호하고 개금원문(改金願文)이 발견되어 제작연대가 최소한 1811년(가경(嘉慶) 16) 이전이라는 사실 등을 알 수 있어 조선 후기 불상양식을 이해하는 데 좋은 자료가 되므로 문화재자료(文化財資料)로 지정한다.

## 참고 자료
- 예천 보문사 극락보전 아미타삼존상 - 국가유산청 국가유산포털